# Oostelijke zilverstreep
De oostelijke zilverstreep (Cigaritis acamas) is een vlinder uit de familie van de Lycaenidae, de kleine pages, vuurvlinders en blauwtjes. De soort komt voor van Noord-Afrika tot aan Pakistan en noordwest India. In Europa is de soort bekend van Cyprus. De vlinder vliegt op hoogtes tot 1600 meter boven zeeniveau.
De vliegtijd is van juli tot in september. De soort overwintert als ei.
Over de levenswijze van de oostelijke zilverstreep is niet zoveel bekend, bijvoorbeeld onduidelijk is welke waardplanten de soort heeft. Wel duidelijk is dat de rups zijn laatste fases doorbrengt in nesten van mieren uit het geslacht Crematogaster.